# 村元辰寛
村元 辰寛（むらもと　たつひろ、1976年9月4日 - ）は日本の柔道家（5段）。長崎県出身。
得意技の内股や払腰を武器に現役時代はアジア選手権優勝や全日本選手権準優勝という成績を残し、引退した後は大阪体育大学柔道部の監督を務める。現在は大阪体育大学を退職し、医療法人仁寿会に勤務しつつ、大阪商業大学柔道部のコーチを務める。

## 経歴
長崎県長崎市出身で、柔道は6歳から地元の稲武会で始め、長崎南山中学校3年次に全中の重量級で3位入賞を果たした。
「強くなりたい」と、高校は名門・天理高校へ進学。恩師・松本薫監督（当時）の指導の下、高校2年次の1993年に高校選手権で2位に食い込み、翌94年には春の高校選手権と夏のインターハイを立て続けに制して将来を嘱望された。また、世界ジュニア選手権でも銅メダルを獲得している。
1995年に天理大学へ進学すると、同大学出身で元世界王者の正木嘉美らから指導を受ける。全日本学生体重別選手権で1年生ながら3位となり、重量級のホープとして期待を集めた。しかし8月のヨーロッパ合宿で右膝の靭帯断裂という大ケガに見舞われ、その後5ヵ月間は道衣を着る事すらままならなかった。なお、この時のケガによる後遺症は、その後の村元の柔道人生に大きく影響する事となる。
大学4年間の戦績では1997年の全日本選手権準優勝や、1998年の全日本学生体重別選手権（無差別級）優勝が特筆されるが、前述の通りケガの後遺症に苦しめられた村元は、ポスト小川争いが繰り広げられていた当時の重量級において、篠原信一や真喜志慶治らトップ選手を脅かす存在にはなり得なかった。
1999年4月に大学卒業後は、強豪・旭化成に入社。下出善紀や同期の高橋宏明らと共に主力選手として活躍し、同社柔道部が全日本実業団体戦で2002年から4連覇を達成した際には、その原動力となった。組み手の巧さに加え、身長182cm・体重135kgの巨体から繰り出す豪快な内股は圧巻であった。
しかしながら、全日本体重別選手権や講道館杯といった個人戦の国内主要大会では2位,3位にこそ食い込むものの優勝歴はなく、また棟田康幸ら若手の台頭もあり、オリンピックや世界選手権への出場権は得られなかった。
膝の状態も芳しくなく、2004年に2回、2006年にも1回手術をしている。
2005年春の全日本選手権、1年振りの復帰戦となる村元は自身6回目の出場であった。2回戦で棟田康幸を、4回戦で高井洋平を下し、1997年以来2度目となる決勝進出を果たした。決勝戦では前年の王者・鈴木桂治を相手に善戦し、旗判定で敗れたものの準優勝を果たして存在感を示した。
2007年にも全日本選手権に出場し（結果は2回戦敗退）、秋の秋田若すぎ国体に長崎県代表として出場後、現役を引退した。
勝負の世界に“もしも”は無いが、膝のケガが無ければ間違いなく世界を狙える器だっただけに、その才能を完全燃焼する事なく引退したのが惜しまれる。
2008年3月に旭化成を退社すると、2009年からは以前より関わりのあった大阪体育大学に講師として就任した。2010年4月からは柔道部監督に就任する一方で、自身も同大学の大学院に入学して生理学やトレーニング論を学んでいる。
また、2009年からは年に1週間程度インドネシアに渡り、現地にて柔道指導も行っている。

## 主な戦績
- 1991年 - 全国中学校柔道大会（重量級） 3位
- 1993年 - 全国高校選手権 2位
- 1994年 - 世界ジュニア選手権（95kg超級） 3位

- 全国高校選手権 優勝
- インターハイ（95kg超級） 優勝
- 1995年 – 全日本学生体重別選手権（95kg超級） 3位
- 1996年 - 世界ジュニア選手権（95kg超級） 3位

- 正力杯（無差別級） 2位
- 1997年 - 全日本選手権（無差別級のみ） 2位

- 講道館杯（100kg超級） 3位
- 1998年 - フランス国際柔道大会（100kg超級） 3位

- 全日本体重別選手権（100kg超級） 2位
-全日本学生体重別選手権（無差別級） 優勝
- 1999年 – 嘉納杯（100kg超級） 3位

- ドイツ国際柔道大会（100kg超級） 3位
- 太平洋選手権（100kg超級） 優勝
- 2000年 - アジア選手権（無差別級） 優勝

- 全日本体重別選手権（100kg超級） 2位
- 2001年 -全日本選手権（無差別級のみ） 3位

- 全日本体重別選手権（100kg超級） 2位
- 2002年 - フランス国際柔道大会（100kg超級） 3位

– 日本国際柔道大会（100kg超級） 優勝
- 2003年 -嘉納杯（100kg超級） 3位

- 全日本体重別選手権（100kg超級） 2位
- 2005年 -全日本選手権（無差別級のみ） 2位